# Kanica
Kanica je malá vesnička a přímořské letovisko v Chorvatsku v Šibenicko-kninské župě, spadající pod opčinu Rogoznica. Nachází se na malém poloostrově, asi 10 km jihovýchodně od Rogoznice a asi 24 km jihozápadně od Trogiru. V roce 2011 žilo v Kanici 129 obyvatel.
Až do roku 2011 byla Kanica součástí nedaleké vnitrozemské vesnice Dvornica a sloužila jako její přímořská část. Sousedními letovisky jsou Sevid a Stivašnica.